# Népi csillagnevek listája
A népi csillagnevek listája a magyar ősvallás, néprajz, nyelvtudomány és a csillagászat szempontjából fontos népi csillag-elnevezéseket tartalmazza. A csillagnevek gyűjtésének hazai úttörője Kulin György 1946. november 11-én a Magyar Csillagászati Egyesület alakuló közgyűlésén terjesztette elő, hogy a régi magyar csillagneveket meg kell menteni a feledéstől és össze kell gyűjteni. 1941-ben A távcső világa című kötetében közölte is az első eredményeket, azóta több csillagász is foglalkozott a kérdéssel, mert nemcsak a neveket, hanem a hozzájuk fűződő mondákat is le kell jegyezni.
Ez a lista a csillagok és csillagképek népies neveit tartalmazza.

Nyilas csillagkép – Törökszekér

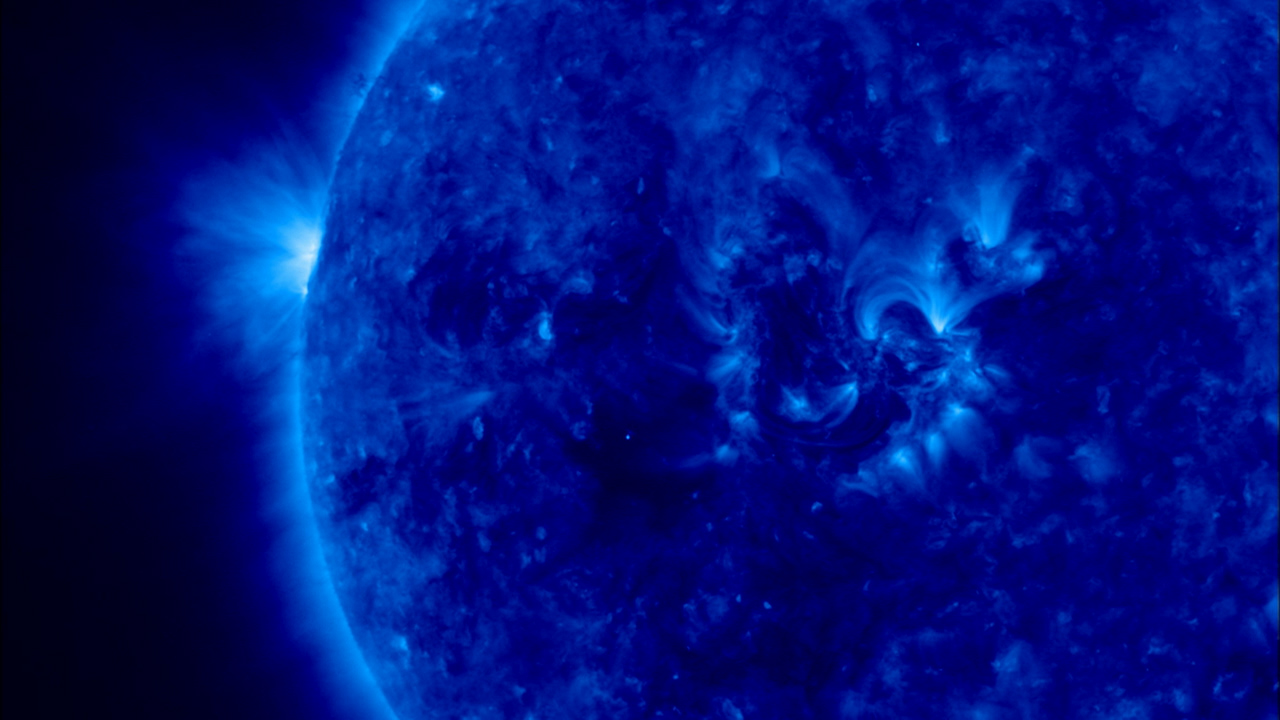
Nap – Talyigakerék

Bereniké Haja – Aranyhajú csillag

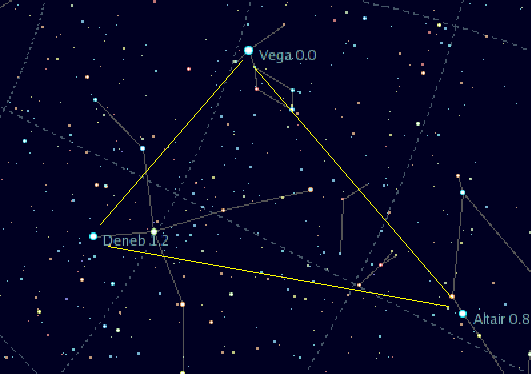
Hattyú – Deneb – Vezércsillag

Nagy Medve csillagkép – Göncölszekér

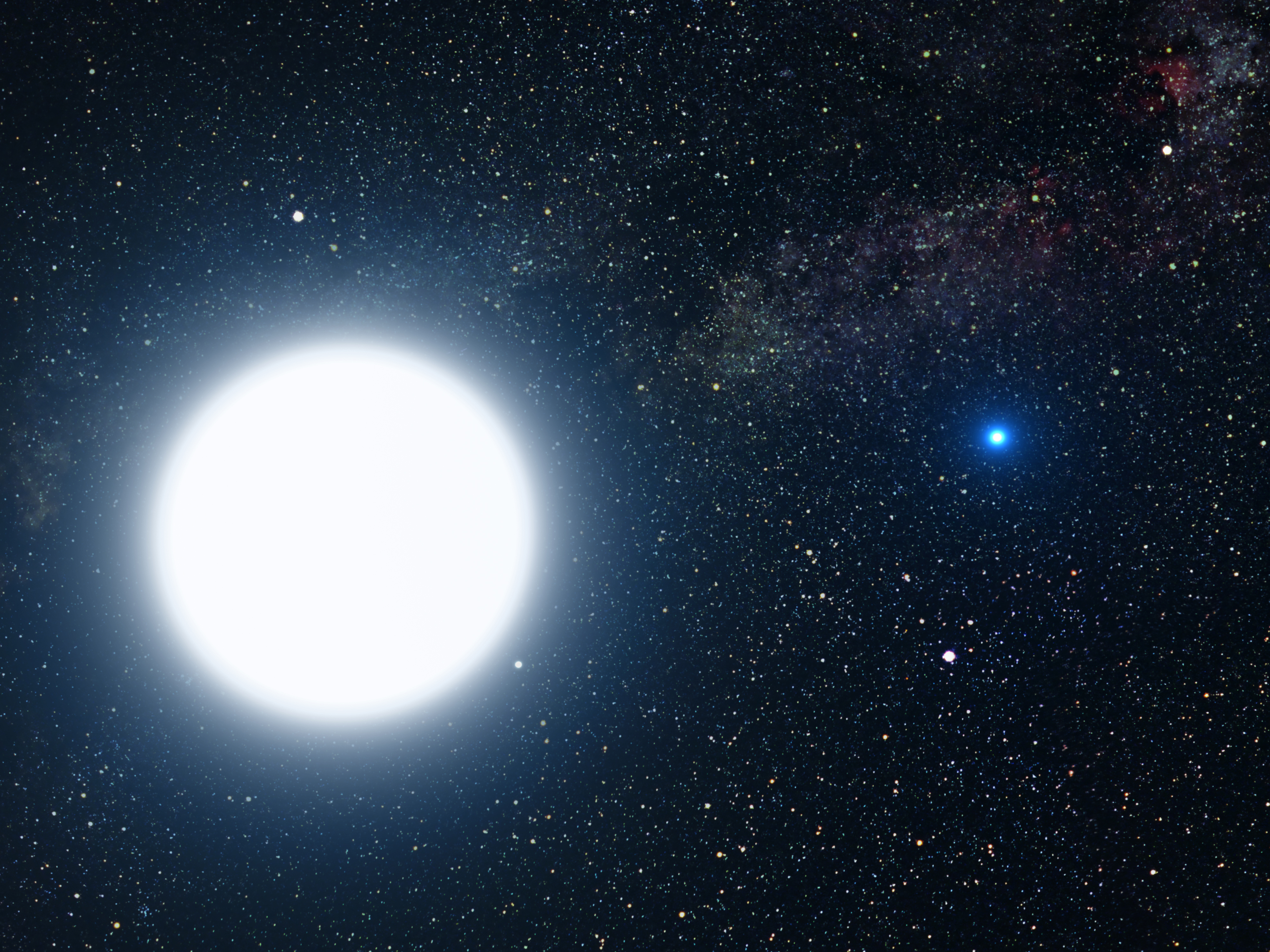
Szíriusz – Zúzmarás csillag

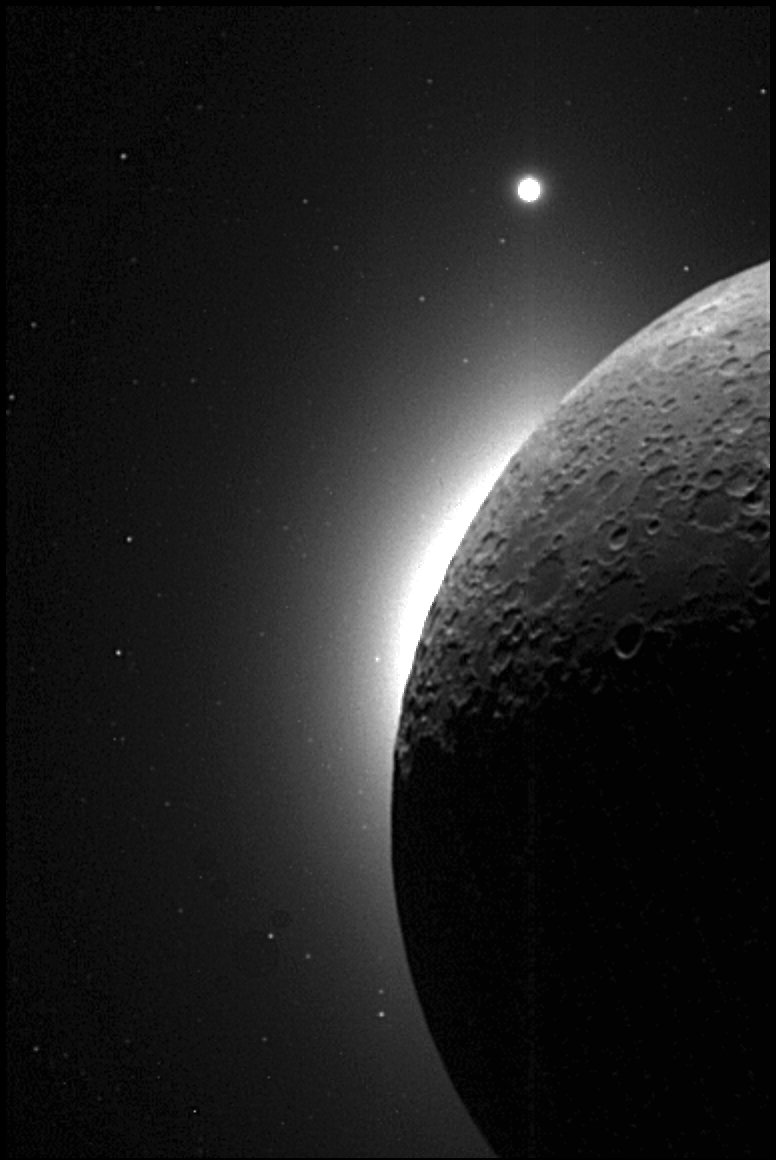
Vénusz – Vadak csillaga, Gyógyító csillag

| Ábécé szerinti tartalomjegyzék                                                                           |
| --- |
| A, Á B C Cs D Dz Dzs E, É F G Gy H I, Í J K L Ly M N Ny O, Ó Ö, Ő P Q R S Sz T Ty U, Ú Ü, Ű V W X Y Z Zs |

## A, Á
- Albireo: a Hattyú csillagképben, Hadhajtó csillag, Sereghajtó csillag, Vőlegény csillag
- Alderamin: a Cefeusz csillagképben, Nyüveskutya, Részegember
- Altair: a Sas csillagképben, Cigány, Tévelygő juhász
- Aranyhal:
- Arcturus: az Ökörhajcsár csillagképben, Boszorkány szeme, Lövőcsillag, Göncölpallér
- Androméda:
- Aldebaran: a Bika csillagképben, Bujdosók lámpása
- Antares: Aranyhajú csillag, Szépasszony, Sántakoldus kedvese, Vérrelversengő

## B
- Bak:
- Bereniké Haja: Aranyhajú csillag, Tatárdúlás
- Bika:

## C
- Capella (csillag): a Szekeres csillagképben, Fényescsillag, Fiaspásztor, Fiaspallér
- Castor: és Pollux, vagyis Ikrek csillagkép, Bírák gyűlése, Birkák, Bojtár kettőse, Hunor és Magyar
- Cepheus: A-betűs csillag, Karoscsillag, Paradicsom kertje, Kétkezű csillag, Kiskert csillag

## D
- Delfin: Vándorlegények Szerencsecsillaga, Kiskereszt, Lólopócsillag, Gombolyítócsillag, Pinacsillag, Kislakat, Lehel kürtje

## E, É
- Északi Korona: Urunk Asztala, Sarló csillag, Sarlós csillag, Rúzsáskert, Sarló, Apostolok csillaga, Salló, Alföldi csillag, Alkonycsillag, Félkenyér, Hétlikú patkó, Bírák gyűlése

## G
- Göncölszekér:

## H
- Hattyú: (Deneb), Vezércsillag, Esküvői menet, Keresztbenéző, Hadvezető, Nászvezető, Kalauzcsillag
- Hyadok: Mátra szerelme, Mátyásszeme, Mennyország ablaka, Mennyország határa, Mennyország kapuja, Méhkas,
- Hold: Ekecsi Nap,
- Holló: Árvadorka Szerencséje, Arannyal versengő, Arany szemű csillag, Ágascsillag, Áldomáscsillag, Álmatlancsillag, Álomhozó csillag, Árpaérlelő csillag,

## J
- Jupiter: Magános csillag, Magyarok csillaga

## K
- Kassziopeia csillagkép: Korcsma

## M
- Mars: Vérrel versengő, Vérszemű csillag,
- Mirfak: és a körülötte látható halmaz csillagai: Rókacsillag

## N
- Nagy Medve: Császár asztala, Csíki szekér, Göncölszekér, Nagygöncöl, Péter szekere, Szent Péter szekere, Kencel szekere, Göncön szekere, Bencer, Bencer szekere, Béresszekér, Demsze, Dence, Densze, Döncér szekere, Szekércsillag, Ginde, Gönde, Gönc, Gönce, Nagyszekér,
- Nap: Talyigakerék, Tarhonyaszárító,
- Nyilas csillagkép: Törökszekér, Sánta Koldus, Talyiga

## O, Ó
- Orion: Marokverő, Marokszedő, Kaszáscsillag, Nimród

## P
- Pegazus: csillagképben (α,β,γ), Mennyország kapuja, Aranymennyegzet, Szélmalom, Király asztala, Vánkos csillag
- Plejádok: Csirkéstyúk, Csibéstyúk, Kotlós, Kotlóstyúk, Fészkestik, Csirkéskotló, Fiascsillag, Fiastyúk, Hetes, Hetevény, Fias tik, Szitás tyúk
- Pollux: Virrasztó csillag

## R
- Rák csillagkép: delta és gamma csillagai: Rókacsillag
- Rák csillagkép: delta és gamma csillagai: Szamárkák
- Rák csillagkép: Jászol és Szamárkák
- Rékacsillag: Két csillag közt helyezkedik el párhuzamosan az égbolton. A éjszaka legtündöklőbb jelensége. A legenda úgy tartja, hogy a csillagot egy bátor herceg adományozta szerelmének, hogy az mindig emlékezzen rá és örökké vele legyen minden egyes sötét zord éjjelen. A herceg szerelme annyira erős volt, hogy halála utána a lelke felszállt a csillagra és fentről vigyázta örök szerelmét.

## S
- Sadir: a Hattyú csillagképben, Három hadnagy, Vőfélycsillag
- Sarkcsillag: Boldogasszony Matullája, Bába Matullája, Bábamatullája, Ég köldöke, Furucsillag
- Skorpió: Bökönc, Szépasszony legyezője
- Spica: Mária szeme

## Sz
- Szaturnusz: Székelyek csillaga
- Szíriusz: Pila, (pislogó), Sánta Kata, Sánto Kató, Sántalyány, Sántalány, Zúzmara csillag, Zúzmarás csillag, Árvaleány pillantása, Árvaleány szeme, Ebcsillag,

## T
- Tejút: Angyal útja, Országút, Égiút, Hadak-útja, Égútja, Ország uta az égen, Tejes-út, Országúttya, Cigánszuómázás, Cigányok szuómázása, Barát útja, Zarándokok útja, Tündérek járása, Szalmahullajtó, Szalmásút, Szalmahullató Út, Szalmaút, Seregek Útja, Részegember útja, Éjjeli Kegyelet Útja, Éjszakai Szivárvány, Szépasszony Vászna, Mönnyég, Lelkek útja

## V
- Vega: a Lant csillagképben, Csősz, Csőszcsillag
- Vénusz: Beteggyógyító, Szerelemcsillag, Álmatlan, Juhászok vezércsillaga, Báránykereső, Báránylegeltető, Pásztorserkentő,
- Vénusz esti: Vadlegeltető, Vadak csillaga, Vacsorakori csillag, Vacsora csillag, Szarvaslegeltető,
- Vénusz hajnali: Virradó csillag, Hajnalcsillag, Hajnal hírmondója,